# Hélène Parisot
Hélène Parisot (* 17. Dezember 1992 in Lisieux) ist eine französische Leichtathletin, die sich auf den Sprint spezialisiert hat.

## Sportliche Laufbahn
Erste Erfahrungen bei internationalen Meisterschaften sammelte Hélène Parisot im Jahr 2022, als sie mit der französischen 4-mal-100-Meter-Staffel das Finale erreichte, dort aber nicht ins Ziel kam. Im Jahr darauf startete sie mit der Staffel bei den Weltmeisterschaften in Budapest und schied dort mit 43,12 s im Vorlauf aus. Bei den World Athletics Relays 2024 in Nassau wurde sie in 42,75 s Zweite in der Finalrunde über 4-mal 100 Meter hinter dem US-amerikanischen Team und sicherte damit dem französischen Team einen Startplatz bei den Olympischen Spielen in Paris. Anschließend wurde sie beim Meeting International Mohammed VI d’Athlétisme de Marrakesch in 23,02 s Dritte über 200 Meter, ehe sie bei den Europameisterschaften in Rom in 22,63 s die Bronzemedaille hinter der Schweizerin Mujinga Kambundji und Daryll Neita aus dem Vereinigten Königreich gewann. Zudem sicherte sie sich im Staffelbewerb in 42,15 s gemeinsam mit Orlann Oliere, Gémima Joseph und Sarah Richard-Mingas die Silbermedaille hinter dem britischen Team. Im August schied sie bei den Olympischen Sommerspielen in Paris mit 22,55 s im Halbfinale über 200 Meter aus und belegte mit der Staffel in 42,23 s im Finale den vierten Platz.

## Persönliche Bestleistungen
- 100 Meter: 11,20 s (+1,4 m/s), 14. Juli 2024 in La Chaux-de-Fonds
  - 60 Meter (Halle): 7,33 s, 17. Februar 2024 in Miramas
- 200 Meter: 22,55 s (+0,2 m/s), 5. August 2024 in Paris